# Peter Lundgreen
Peter Lundgreen (* 8. April 1936 in Berlin; † 22. August 2015) war ein deutscher Historiker und Professor für Wissenschaftsgeschichte an der Universität Bielefeld.

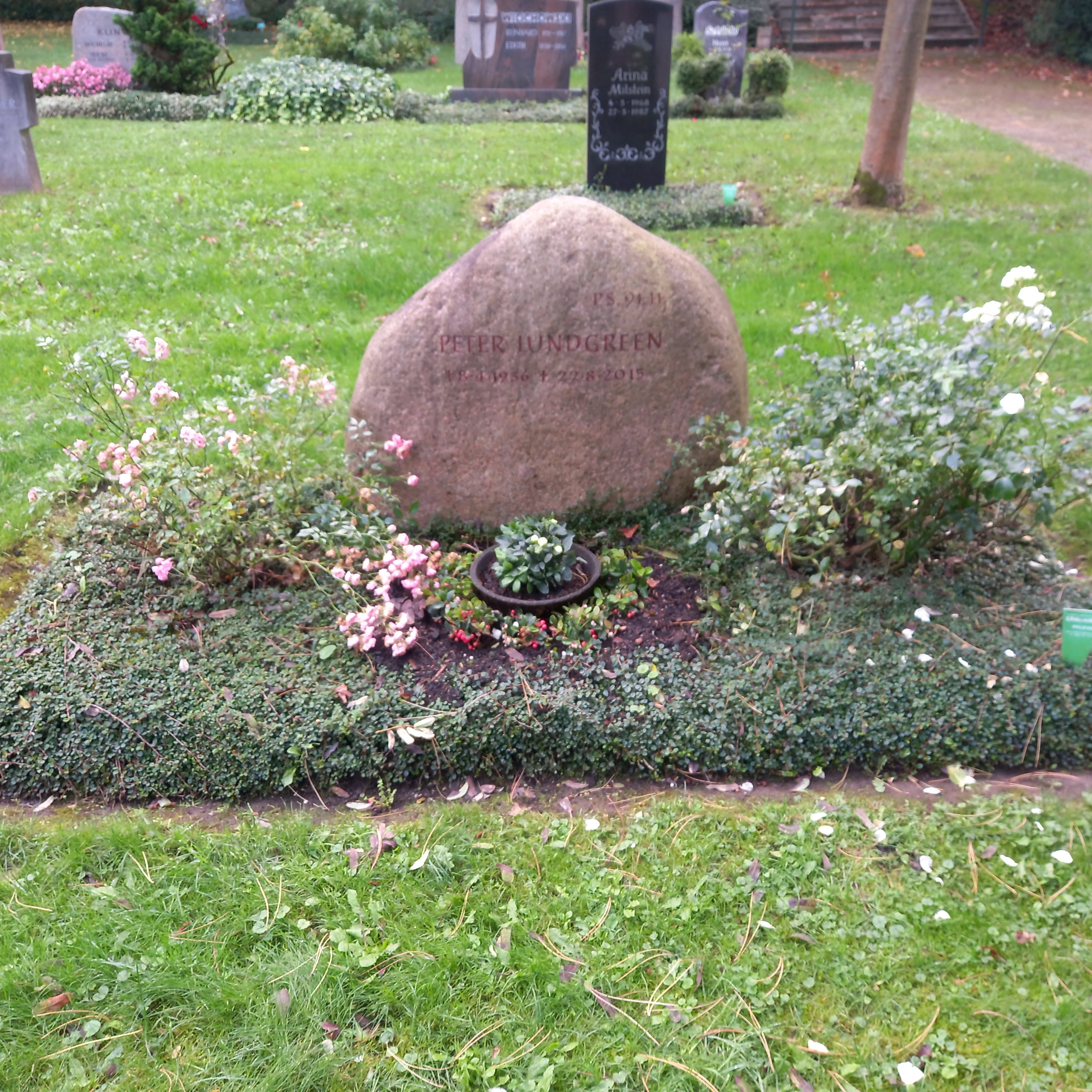
Das Grab von Peter Lundgreen auf dem Parkfriedhof Junkerberg in Göttingen

## Leben
Lundgreen machte 1956 sein Abitur am altsprachlichen Gymnasium in Duderstadt und studierte von 1956 bis 1963 Geschichte, Germanistik und Philosophie an den Universitäten Göttingen, Mainz, Freiburg im Breisgau und an der Freien Universität Berlin. 1963 machte er sein erstes Staatsexamen und absolvierte im Anschluss das Referendariat im Berliner Schuldienst, das er 1964 mit dem zweiten Examen beendete. Bis 1965 war er als Assessor im Berliner Schuldienst tätig.
Er war von 1965 bis 1968 wissenschaftlicher Mitarbeiter der Historischen Kommission zu Berlin. Er wurde 1968 an der Freien Universität Berlin promoviert. Nach mehrjähriger Tätigkeit als Wissenschaftlicher Assistent und Assistenzprofessor habilitierte er sich 1973. Danach wechselte Lundgreen 1975 an die Universität Bielefeld, zunächst als Wissenschaftlicher Assistent im Bereich Wissenschaftsforschung, später als Privatdozent im Bereich Geschichtswissenschaft, ehe er schließlich 1980 zum Professor für Wissenschaftsgeschichte ernannt wurde. In seiner Bielefelder Zeit war er mehrfach Dekan der Fakultät für Geschichtswissenschaft und Philosophie. Vom Wintersemester 1992/93 bis zum Sommersemester 1996 war Lundgreen Prorektor für Struktur, Planung und Bauangelegenheiten der Universität Bielefeld. Seit seiner 2001 erfolgten Emeritierung lebte Lundgreen in Göttingen und betreute an der dortigen Universität verschiedene Forschungsprojekte.
Lundgreen hat sich vor allem mit Arbeiten zur historischen Bildungsforschung sowie zur Geschichte des Bürgertums einen Namen gemacht. Neben Veröffentlichungen zu diesen Themen war er von 1993 bis 1998 Mitherausgeber des Jahrbuchs für historische Bildungsforschung. Lundgreen war Sprecher der Arbeitsgruppe Datenhandbücher zur Deutschen Bildungsgeschichte. Im Bereich der Bürgertumsgeschichte zeichnete er mitverantwortlich für den Bielefelder Sonderforschungsbereich 177 Sozialgeschichte des neuzeitlichen Bürgertums, dessen Sprecher er zwischen 1996 und 2000 war.

## Schriften (Auswahl)
- Das Personal an den Hochschulen in der Bundesrepublik Deutschland 1953–2005, unter Mitarbeit von Gudrun Schwibbe und Jürgen Schallmann (= Datenhandbuch zur deutschen Bildungsgeschichte, Bd. 10), Vandenhoeck & Ruprecht, Göttingen 2009.
- Berufliche Schulen und Hochschulen in der Bundesrepublik Deutschland 1949–2001, unter Mitarbeit von Jana Scheunemann und Gudrun Schwibbe (= Datenhandbuch zur deutschen Bildungsgeschichte, Bd. 8), Vandenhoeck & Ruprecht, Göttingen 2008.
- (Hrsg.): Bildungsbeteiligung. Wachstumsmuster und Chancenstrukturen 1800–2000, Wiesbaden 2006.
- (Hrsg.): Sozial- und Kulturgeschichte des Bürgertums. Eine Bilanz des Bielefelder Sonderforschungsbereichs (1986–1997), Vandenhoeck & Ruprecht, Göttingen 2000.
- Wissenschaftliche Forschung als Ausweg im politischen Konflikt? Qualitätskontrolle von Eisenbahnmaterial in Preußen (1876–1889), Deutscher Universitäts-Verlag, Wiesbaden 1999.
- (Hrsg.): Reformuniversität Bielefeld 1969–1994, zwischen Defensive und Innovation, Verlag für Regionalgeschichte, Bielefeld 1994.
- (Hrsg.): Ingenieure in Deutschland 1770–1990, Campus, Frankfurt/Main 1994.
- (mit Margret Kraul und Karl Ditt), Bildungschancen und soziale Mobilität in der städtischen Gesellschaft des 19. Jahrhunderts, Vandenhoeck & Ruprecht, Göttingen 1988.
- (Hrsg. mit Karl-Ernst Jeismann): Handbuch der deutschen Bildungsgeschichte. Band 3: 1800–1870. Von der Neuordnung Deutschlands bis zur Gründung des Deutschen Reiches, C. H. Beck, München 1987, ISBN 978-3-406-32385-0.
- (mit Bernd Horn u. a.): Staatliche Forschung in Deutschland 1870–1980, Campus, Frankfurt/New York 1986.
- Standardization – testing – regulation. Studies in the history of the science based regulatory state (Germany and the U.S.A., 19th and 20th centuries), Kleine, Bielefeld 1986.
- (Hrsg.): Wissenschaft im Dritten Reich, Suhrkamp, Frankfurt am Main 1985 (6. Auflage, 1990).
- Sozialgeschichte der deutschen Schule im Überblick, 2 Bde., Vandenhoeck & Ruprecht, Göttingen 1980/81.
- (mit Günter Küppers und Peter Weingart): Umweltforschung, die gesteuerte Wissenschaft? Eine empirische Studie zum Verhältnis von Wissenschaftsentwicklung und Wissenschaftspolitik, Suhrkamp, Frankfurt am Main 1978.
- (Hrsg.): Zum Verhältnis von Wissenschaft und Technik. Erkenntnisziele und Erzeugungsregeln akademischen und technischen Wissens. Vortragstexte einer Tagung, Bielefeld 1976.
- Techniker in Preußen während der frühen Industrialisierung. Ausbildung und Berufsfeld einer entstehenden sozialen Gruppe. Mit einer Einführung von Otto Büsch, Colloquium, Berlin 1975.
- Bildung und Wirtschaftswachstum im Industrialisierungsprozeß des 19. Jahrhunderts. Methodische Ansätze, empirische Studien und internationale Vergleiche. Mit einem Geleitwort von Wolfram Fischer, Colloquium, Berlin 1973.
- Die englische Appeasement-Politik bis zum Münchener Abkommen. Voraussetzungen, Konzeption, Durchführung, Colloquium, Berlin 1969.

Festschrift
- Wissenschaftsgeschichte heute. Festschrift für Peter Lundgreen. Hrsg. von Jürgen Büschenfeld, Heike Franz und Frank-Michael Kuhlemann, Bielefeld 2001.